# Pat Broeker
 (février 2017).
Pour les articles homonymes, voir Broeker.
Pat Broeker (Patrick D. Broeker) et sa femme Annie étaient les deux derniers compagnons intimes de l'écrivain et fondateur de la scientologie L. Ron Hubbard, dans l'année précédant sa mort. 

## Explication
Lors de la cérémonie du 27 janvier 1986 après le décès de Hubbard, David Miscavige, alors le leader de la scientologie, a présenté Broeker et sa femme Annie comme les « deux amis et compagnons les plus dignes de confiance » d'Hubbard. Certains anciens membres[Lesquels ?] de la scientologie ont dit que L. Ron Hubbard a écrit un mémo dans lequel il a précisé que Pat et Anne Broeker lui succéderaient en tant que chefs d'Église après sa mort dans le document Flag order 3 879 du 19 janvier 1986, « L’Organisation Maritime et le futur ». Dans ce document, Hubbard s'élève au rang d'amiral et désigne Pat et Annie Broeker comme premier et deuxième « officiers loyaux ».
Plus tard, cependant, Miscavige déclare que le document était un faux, et assume la position de direction par lui-même.
Étonnamment, il n'existe aucun document signé par Hubbard lui-même indiquant que Miscavige pouvait se permettre d'invalider le document présenté par Broeker, ni prendre la suite de Hubbard.